# Henry Ritter

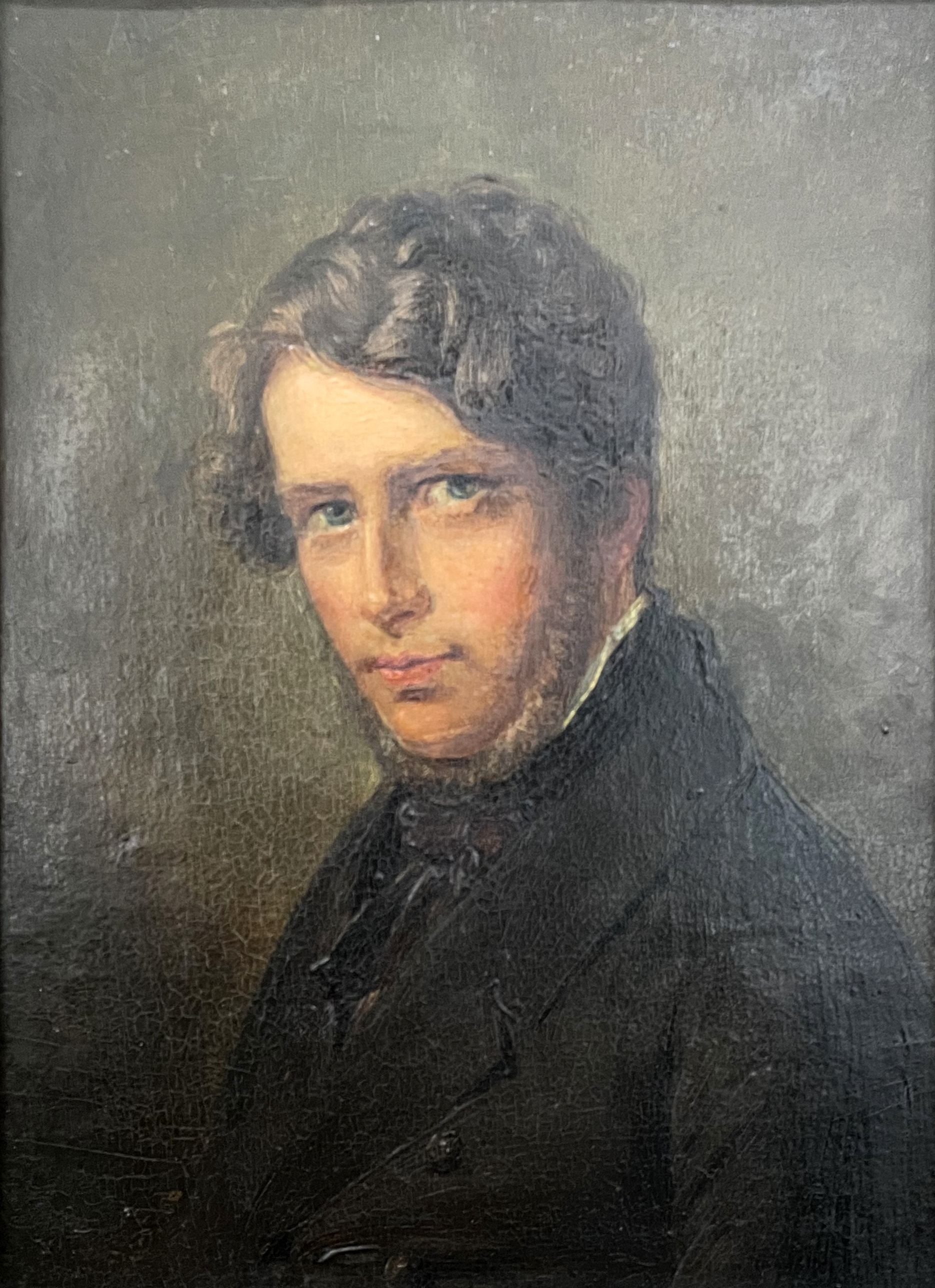
Henry Ritter, porträtterad av Friedrich Boser.

Henry Ritter, född den 24 mars 1816 i Montreal i Kanada, död den 25 december 1853 i Düsseldorf, var en tysk målare.
Ritter kom som ung till Hamburg och därifrån till Düsseldorf 1836, där han blev lärjunge till Karl Ferdinand Sohn. Han påverkades dock mest av Rudolf Jordan. Hans huvudsakliga område blev skildringar ur sjömans- och fiskarlivet. Typiska alster av hans hand är Frieri i Normandie (1841, museet i Leipzig), Lotsens drunknade son (1844, Ravenéska galleriet, Berlin), Sjökadettens straffpredikan (för tre matroser, som återkommer försenade från sin landpermission, 1852, museet i Köln). Hamburger Kunsthalle äger Präriebrand av Ritter (1852). Han utförde även raderingar och teckningar för litografi. Ferdinand Fagerlin, som var gift med Ritters svägerska, tog starkt intryck av dennes konst, fast han aldrig gjorde hans personliga bekantskap.